# 勞赫克山
47°29′57″N 13°13′35″E / 47.49917°N 13.22639°E

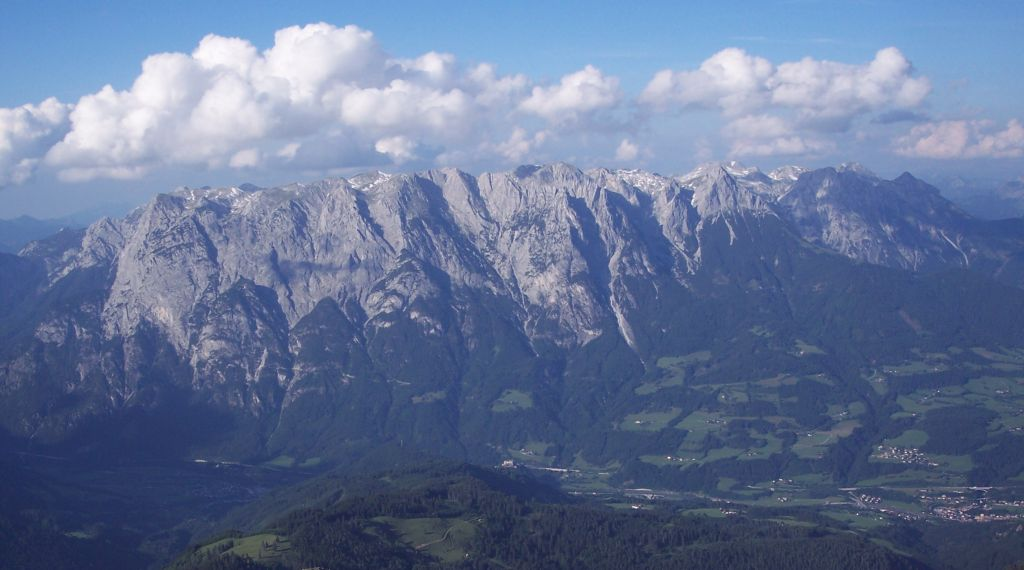

勞赫克山（德語：Raucheck），是奧地利的山峰，位於該國中部，由薩爾茨堡州負責管轄，屬於北石灰岩山脈中滕嫩山脈的一部分，該山峰海拔高度2,430米。